# Pietrosu (okręg Neamț)
Pietrosu – wieś w Rumunii, w okręgu Neamț, w gminie Oniceni. W 2011 roku liczyła 302 mieszkańców.